# Erik Westermark
Erik Magnus Viktor Kembel Westermark, född 10 februari 1992 i Sävedalen, är en svensk fotbollsspelare som spelar för Utsiktens BK. Hans bror, Jesper Westermark, är också en fotbollsspelare.

## Karriär
Westermark började spela fotboll i Sävedalens IF som sexåring. Som 18-åring slutade han med fotbollen för att satsa på en civil karriär. 2012 återvände han till fotbollen för spel i division 6-klubben Bokedalens IF. 2014 spelade Westermark för division 5-klubben Olskrokens IF. Säsongen 2015 återvände han till moderklubben Sävedalens IF.
I februari 2016 värvades Westermark av Utsiktens BK. I december 2016 värvades Westermark av GAIS, där han skrev på ett ettårskontrakt med option på ytterligare ett år. Westermark gjorde sin Superettan-debut den 2 april 2017 i en 0–0-match mot Norrby IF. I november 2017 utnyttjades optionen och hans kontrakt förlängdes över säsongen 2018.
Den 16 januari 2019 värvades Westermark av Ljungskile SK. I januari 2020 återvände Westermark till Utsiktens BK, där han skrev på ett tvåårskontrakt. I januari 2022 förlängde Westermark sitt kontrakt med ett år. I november 2022 förlängde han på nytt sitt kontrakt med ett år. I januari 2024 blev det ännu en förlängning av kontraktet med ett år.